# EMD MP15T
Az EMD MP15T 1500 hp (1100 kW) névleges teljesítményű dízel-elektromos tolatómozdony-sorozat, az EMD MP15AC turbófeltöltős motorral szerelt verziója, melyet 1984 októbere és 1987 novembere között gyártott a General Motors Electro-Motive Division, összesen 43 példányban.
42 példányt a Seaboard System Railroadnak gyártottak, 1200–1241-es pályaszámon, míg a maradék egy mozdonyt 957-es pályaszámon a Dow Chemical Companynek. 1986. július 1-jén a Seaboard System felvette a CSX Transportation nevet, az új vállalatnál az EMD MP15T mozdonyok megtartották a pályaszámukat.
2010-ben a Progress Rail, a Caterpillar teljes tulajdonú leányvállalata megvásárolta az 1220-as pályaszámú MP15T-mozdonyt a CSX-től, így annak MP15T-állománya negyven példányra apadt.

## Fordítás
- Ez a szócikk részben vagy egészben  az   EMD MP15T című angol Wikipédia-szócikk ezen változatának fordításán alapul.  Az eredeti cikk szerkesztőit annak laptörténete sorolja fel. Ez a jelzés csupán a megfogalmazás eredetét és a szerzői jogokat jelzi, nem szolgál a cikkben szereplő információk forrásmegjelöléseként.